# Corticarina rickardi
Corticarina rickardi es una especie de coleóptero de la familia Latridiidae.

## Distribución geográfica
Habita en México.